# الحمر (الحيمة الداخلية)

تعديل مصدري - تعديل

الحمر هي إحدى قرى عزلة الجدعان بمديرية الحيمة الداخلية التابعة لمحافظة صنعاء، بلغ تعداد سكانها 631 نسمة حسب تعداد اليمن لعام 2004.